# Leskovica pri Šmartnem
Leskovica pri Šmartnem – wieś w Słowenii, w gminie Šmartno pri Litiji. W 2018 roku liczyła 60 mieszkańców.